# Saint-Junien-les-Combes
Saint-Junien-les-Combes (tiếng Occitan: Sent Junian or Lo Pitit Sent Junian) là một xã của tỉnh Haute-Vienne, thuộc vùng Nouvelle-Aquitaine, miền trung nước Pháp.